# Dorchester (Illinois)
Dorchester – wieś w USA, w stanie Illinois, w hrabstwie Macoupin.

## Demografia
Liczba mieszkańców w 2000 wynosiła 142, a powierzchnia 1,87 km². W 2023 liczba mieszkańców spadła do 125 osób, a gęstość zaludnienia poniżej 67 osób/km².